# チャルソンス

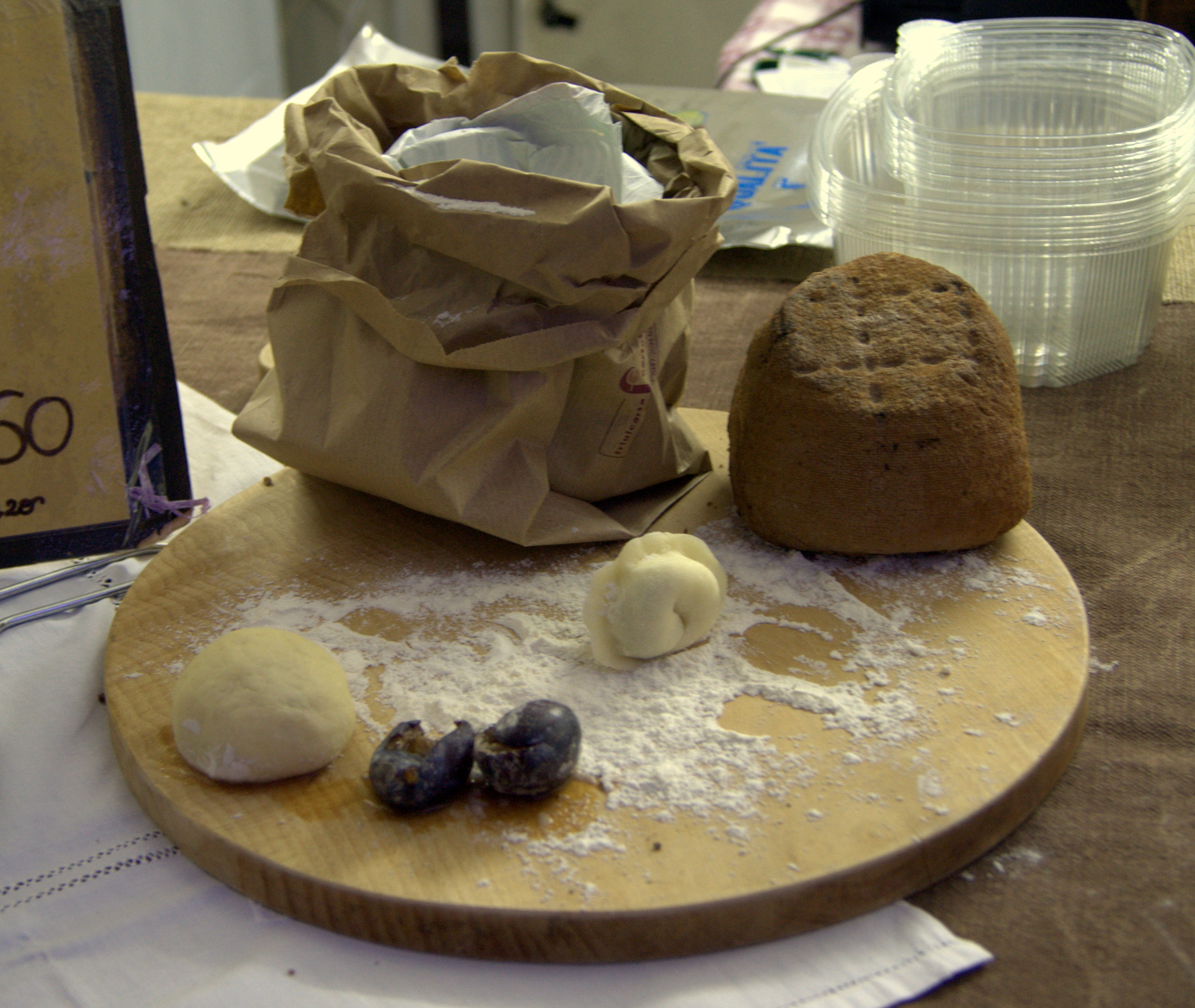
チャルソンスの例

チャルソンス（イタリア語: cjarsons）は、イタリア・フリウリ＝ヴェネツィア・ジュリア州カルニアの伝統料理である詰め物パスタ。フリウリ＝ヴェネツィア・ジュリア州料理を代表する1品である。

## 概要
大雑把に説明するなら、「シナモン、砂糖、燻製リコッタチーズ、ミントなどで味付けする甘いラビオリ」であるが、もともとは家庭料理であるため、詰め物に用いられる食材は多種多様、肉が使われることは少ないがジャガイモ、レーズンが入ったり、ココアやラム酒を入れることもある。また、家庭よっては甘くないチャルソンスもある。
フリウリ＝ヴェネツィア・ジュリア州はイタリア北東部に位置し、オーストリアとスロベニアとの国境に位置する場所柄、両国の影響を強く受けた独自の文化を形成している。食文化についても同様でさまざまな食文化が混ざり合っている。そんな中でも山岳地帯に位置するカルニアの食文化は独特である。
イタリアにおいてもチャルソンスの知名度は高くない。

## 歴史
カルニアでは、18世紀頃から作られていた料理であるが、語源については不明。
カルニアにある「チャルソンス協会」では以下のような発祥説を唱えている。
カルニアには、ヴェネツィアで購入したスパイス、薬、絵画などをタンスのような物に収納し背中にかついで徒歩でアルプスを越えてドイツ地方へと販売していた商人たちがいた。商人たちが行商を終えて家に帰ってくると商人たちの彼らの妻たちは引き出しの底に残っていたスパイスを使って料理をつくり、盛大なパーティーを開催したとされる。この時の料理が、やがてクリスマスや結婚式などに作られる、この地方の代表的な料理のひとつとなった。
伝統的な家庭料理であったが、1970年代にカルニア料理のシェフ・ジャンニ・コセッティによって見直され、レストランのメニューとして提供されるようになった。